# Visalia (Kentucky)
Visalia è una comunità non incorporata degli Stati Uniti d'America della contea di Kenton nello Stato del Kentucky. La popolazione era di 111 abitanti al censimento del 2000. Fino al novembre 2006 la comunità possedeva lo status di comune, fino a quando non venne sciolto il governo della città. La città di Visalia nella California prese nome dalla Visalia del Kentucky.

## Geografia fisica
Visalia è situata a 38°54′54″N 84°26′59″W (38.914923, -84.449698).
Secondo lo United States Census Bureau, ha un'area totale di 0,3 mi² (0,78 km²).

## Società

### Evoluzione demografica
Secondo il censimento del 2000, la popolazione era di 111 abitanti.

### Etnie e minoranze straniere
Secondo il censimento del 2000, la composizione etnica della città era formata dal 95,50% di bianchi, lo 0% di afroamericani, lo 0% di nativi americani, lo 0% di asiatici, lo 0% di oceanici, lo 0% di altre razze, e il 4,50% di due o più etnie. Ispanici o latinos di qualunque razza erano lo 0% della popolazione.